# Wahlenbergia

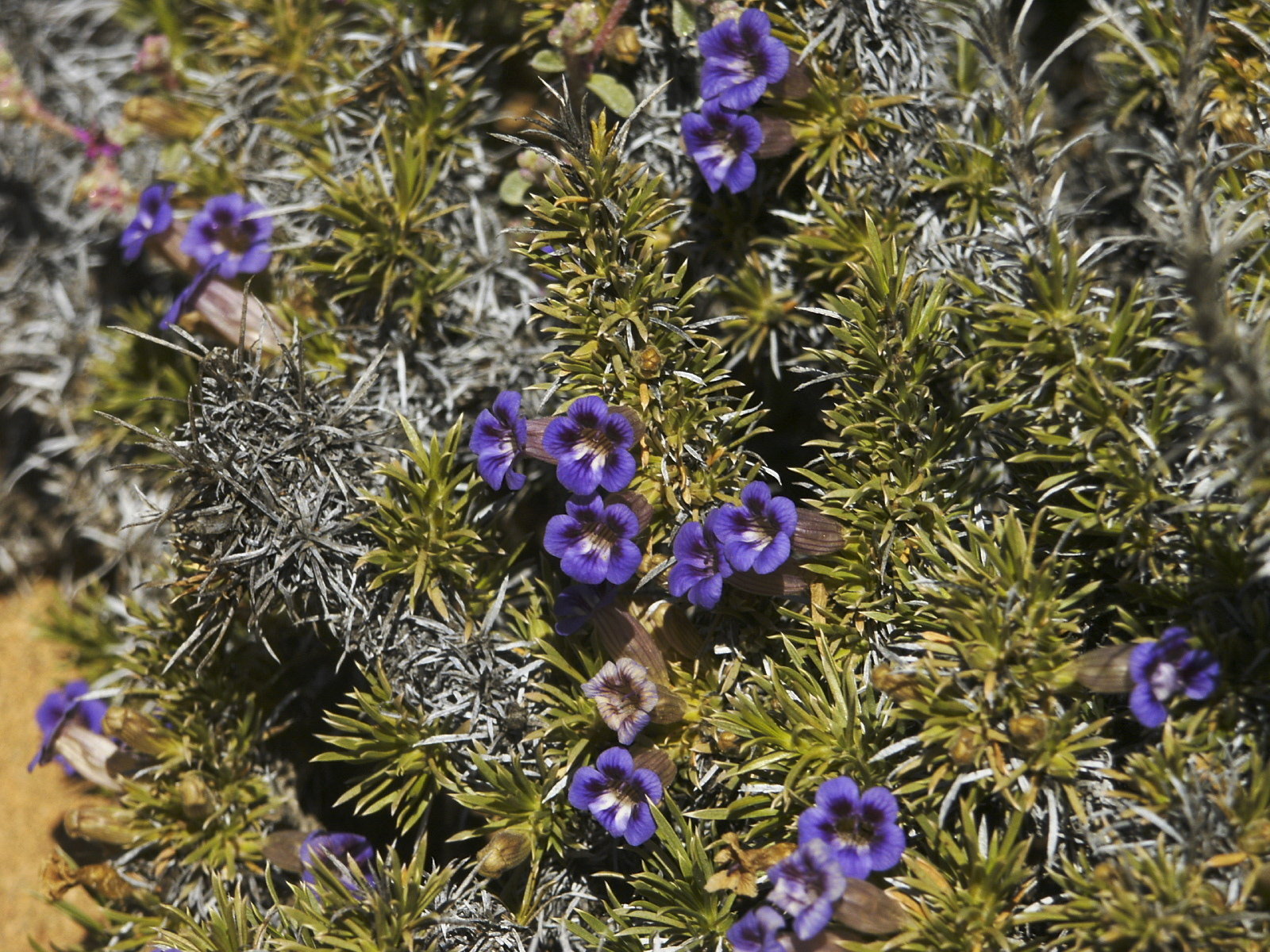
W. annularis, South Africa.

Wahlenbergia es un género  de plantas perteneciente a la familia Campanulaceae, con una distribución cosmopolita exceotica en Norteamérica, con una gran diversidad en África y Australasia. Las especies de Wahlenbergia se han dispersado ampliamente, aún en las islas oceánicas, donde hay cuatro especies conocidas de la isla de Santa Helena, incluyendo la especie ahora extinguida  W. roxburghii. Comprende 453 especies descritas y de estas, solo 260 aceptadas.

## Descripción
Son plantas herbáceas, anuales o perennes, glabras o con indumento. Tallos de postrados a erectos, foliosos. Hojas simples, alternas o subopuestas, pecioladas o sésiles. Inflorescencia laxa, cimosa, pedunculada. Flores claramente pediceladas. Cáliz con 3-5 dientes, erectos, estrechamente linear-triangulares. Corola actinomorfa, de campanulada a infundibuliforme, de azulada a blanca; lóbulos de erecto-patentes a erectos, ovados. Estambres 3-5; filamentos y anteras libres, con la base ± dilatada y ciliada. Estilo ciliado en el ápice, incluso o ligeramente exerto. Cápsula trilocular, de turbinada a elipsoide, dehiscente por 3 valvas apicales. Semillas numerosas, oblongo-elipsoides, lisas o estriadas longitudinalmente.

## Taxonomía
El género fue descrito por Schrad. ex Roth y publicado en Allgemeine Gartenzeitung 9(50): 396. 1841. La especie tipo es: Diastatea virgata Scheidw. 
Etimología
Wahlenbergia: nombre genérico que fue otorgado en honor de Göran Wahlenberg, botánico, pteridólogo, micólogo y algólogo sueco.

## Especies seleccionadas
África
- Wahlenbergia androsacea (Sudáfrica)
- Wahlenbergia capillacea (Sudáfrica)
- Wahlenbergia lobelioides (Islas Canarias, Madeira)
- Wahlenbergia perrieri (endémica de Madagascar)
- Wahlenbergia rivularis (Sudáfrica)
- Wahlenbergia undulata (Sudáfrica)

Asia
- Wahlenbergia gracilis (Islas del Océano Pacífico)
- Wahlenbergia hirsuta (Himalaya)
- Wahlenbergia marginata (China, Himalaya)
- Wahlenbergia peduncularis (Himalaya)

Australia
- Wahlenbergia ceracea
- Wahlenbergia communis
- Wahlenbergia consimilis
- Wahlenbergia gloriosa
- Wahlenbergia gracilis
- Wahlenbergia multicaulis
- Wahlenbergia saxicola
- Wahlenbergia stricta

Europa
- Wahlenbergia hederacea
- Wahlenbergia nutabunda

Nueva Zelanda
- Wahlenbergia albomarginata
- Wahlenbergia cartilaginea
- Wahlenbergia congesta
- Wahlenbergia matthewsii
- Wahlenbergia tuberosa

Sudamérica
- Wahlenbergia linarioides (Lam.) A.DC. - uñoperquén
- Wahlenbergia peruviana

St Helena (Océano Atlántico)
- Wahlenbergia angustifolia
- Wahlenbergia burchellii
- Wahlenbergia linifolia
- Wahlenbergia roxburghii